# Fagrie Lakay
Fagrie Lakay (Manenberg, 31 maggio 1997) è un calciatore sudafricano, centrocampista del Ceramica Cleopatra in prestito dal Pyramids.

## Caratteristiche tecniche
Lakay è un trequartista.

## Carriera

### Club
Inizia la propria carriera nelle giovanili del Santos Cape Town, prima di approdare al SuperSport Utd nel 2015. Nel 2019 viene tesserato dal Cape Town City.
Il 31 gennaio 2022 lascia il Sudafrica, accordandosi con il Pyramids, nel campionato egiziano.

### Nazionale
Esordisce in nazionale il 30 novembre 2014 in un'amichevole vinta 2-0 contro la Costa d'Avorio, subentrando al 75' al posto di Themba Zwane, diventando – all'età di 17 anni, 5 mesi e 30 giorni – il più giovane esordiente nella storia della selezione sudafricana.

## Statistiche

### Presenze e reti nei club
Statistiche aggiornate al 29 gennaio 2023.
| Stagione        | Squadra         | Campionato      | Campionato | Campionato | Coppe nazionali | Coppe nazionali | Coppe nazionali | Coppe continentali | Coppe continentali | Coppe continentali | Altre coppe | Altre coppe | Altre coppe | Totale | Totale |
| Stagione        | Squadra         | Comp            | Pres       | Reti       | Comp            | Pres            | Reti            | Comp               | Pres               | Reti               | Comp        | Pres        | Reti        | Pres   | Reti   |
| --------------- | --------------- | --------------- | ---------- | ---------- | --------------- | --------------- | --------------- | ------------------ | ------------------ | ------------------ | ----------- | ----------- | ----------- | ------ | ------ |
| gen.-giu. 2022  | Pyramids        | PL              | 23         | 6          | CE              | 3               | 0               | CC                 | 8                  | 2                  | -           | -           | -           | 34     | 8      |
| 2022-2023       | Pyramids        | PL              | 16         | 4          | CE              | 0               | 0               | CC                 | 3                  | 1                  | -           | -           | -           | 19     | 5      |
| Totale Pyramids | Totale Pyramids | Totale Pyramids | 39         | 10         |                 | 3               | 0               |                    | 11                 | 3                  |             | -           | -           | 53     | 13     |
| Totale carriera | Totale carriera | Totale carriera | 39         | 10         |                 | 3               | 0               |                    | 11                 | 3                  |             | -           | -           | 53     | 13     |

### Cronologia presenze e reti in nazionale
| Cronologia completa delle presenze e delle reti in nazionale ― Sudafrica | Cronologia completa delle presenze e delle reti in nazionale ― Sudafrica | Cronologia completa delle presenze e delle reti in nazionale ― Sudafrica | Cronologia completa delle presenze e delle reti in nazionale ― Sudafrica | Cronologia completa delle presenze e delle reti in nazionale ― Sudafrica | Cronologia completa delle presenze e delle reti in nazionale ― Sudafrica | Cronologia completa delle presenze e delle reti in nazionale ― Sudafrica | Cronologia completa delle presenze e delle reti in nazionale ― Sudafrica |
| Data                                                                     | Città                                                                    | In casa                                                                  | Risultato                                                                | Ospiti                                                                   | Competizione                                                             | Reti                                                                     | Note                                                                     |
| ------------------------------------------------------------------------ | ------------------------------------------------------------------------ | ------------------------------------------------------------------------ | ------------------------------------------------------------------------ | ------------------------------------------------------------------------ | ------------------------------------------------------------------------ | ------------------------------------------------------------------------ | ------------------------------------------------------------------------ |
| 30-11-2014                                                               | Durban                                                                   | Sudafrica                                                                | 2 – 0                                                                    | Costa d'Avorio                                                           | Amichevole                                                               | -                                                                        | 75’                                                                      |
| 11-11-2021                                                               | Johannesburg                                                             | Sudafrica                                                                | 1 – 0                                                                    | Zimbabwe                                                                 | Qual. Mondiali 2022                                                      | -                                                                        | 63’                                                                      |
| 14-11-2021                                                               | Kumasi                                                                   | Ghana                                                                    | 1 – 0                                                                    | Sudafrica                                                                | Qual. Mondiali 2022                                                      | -                                                                        | 86’                                                                      |
| 25-3-2022                                                                | Kortrijk                                                                 | Sudafrica                                                                | 0 – 0                                                                    | Guinea                                                                   | Amichevole                                                               | -                                                                        | 85’                                                                      |
| 29-3-2022                                                                | Villeneuve d'Ascq                                                        | Francia                                                                  | 5 – 0                                                                    | Sudafrica                                                                | Amichevole                                                               | -                                                                        | 46’                                                                      |
| 17-11-2022                                                               | Nelspruit                                                                | Sudafrica                                                                | 2 – 1                                                                    | Mozambico                                                                | Amichevole                                                               | -                                                                        | 80’                                                                      |
| 20-11-2022                                                               | Nelspruit                                                                | Sudafrica                                                                | 1 – 1                                                                    | Angola                                                                   | Amichevole                                                               | -                                                                        | 60’                                                                      |
| Totale                                                                   |                                                                          | Presenze                                                                 | 7                                                                        |                                                                          | Reti                                                                     | 0                                                                        |                                                                          |

## Palmarès

### Club

#### Competizioni nazionali
- Coppa del Sudafrica: 2

SuperSport United: 2015-2016, 2016-2017
- Coppa d'Egitto: 1

Pyramids: 2023-2024